# 부침개
부침개(영어: Buchimgae 또는 Korean pancake)는 잘게 썬 재료를 넣은 걸죽한 반죽을 기름에 얇고 넓적하게 부쳐 낸 음식이다. 부침, 지짐, 지짐개, 지짐이, 전병으로도 부르며, 전과 달리 재료의 형태를 무시하고 잘게 썰어 밀가루와 함께 반죽한다. 애호박을 채썰어 만든 호박부침개나 배추김치를 잘게 썰어 만든 김치부침개 등이 대표적이다.
넓은 의미의 부침개는 기름에 부쳐서 만드는 누름적, 빈대떡, 장떡, 전 등을 통틀어 이른다.

## 종류
- 두부 부침

## 사진

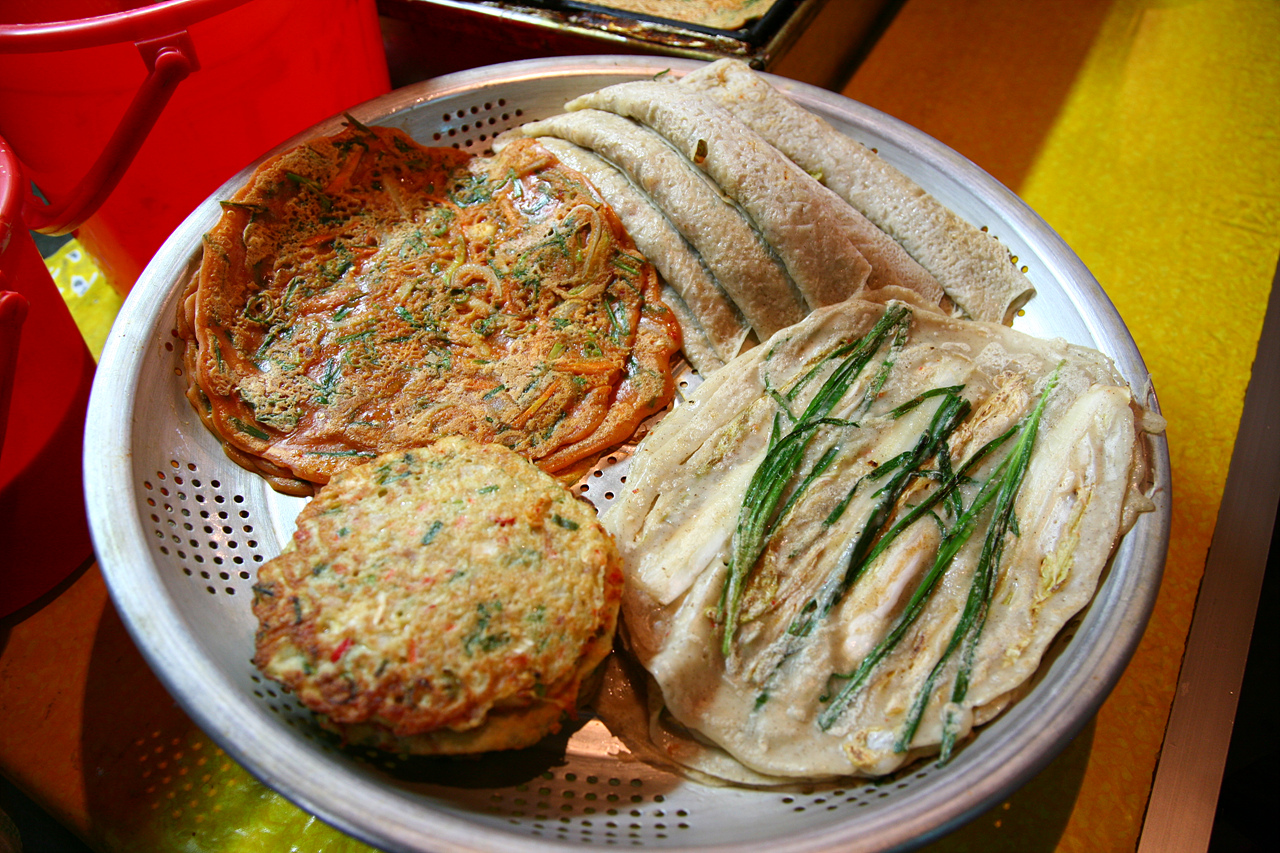
여러 가지 종류의  부침개
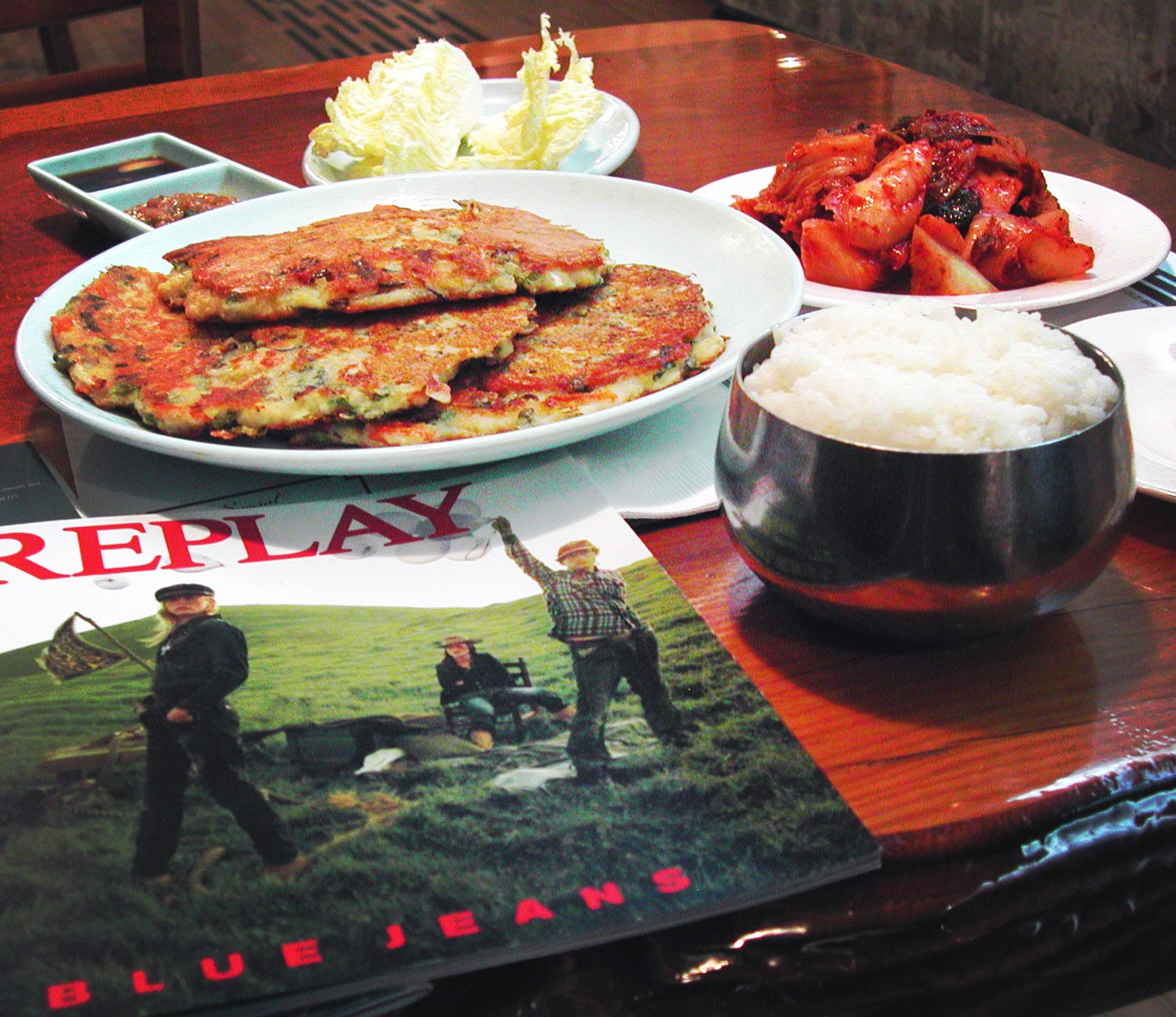
빈대떡의 모습
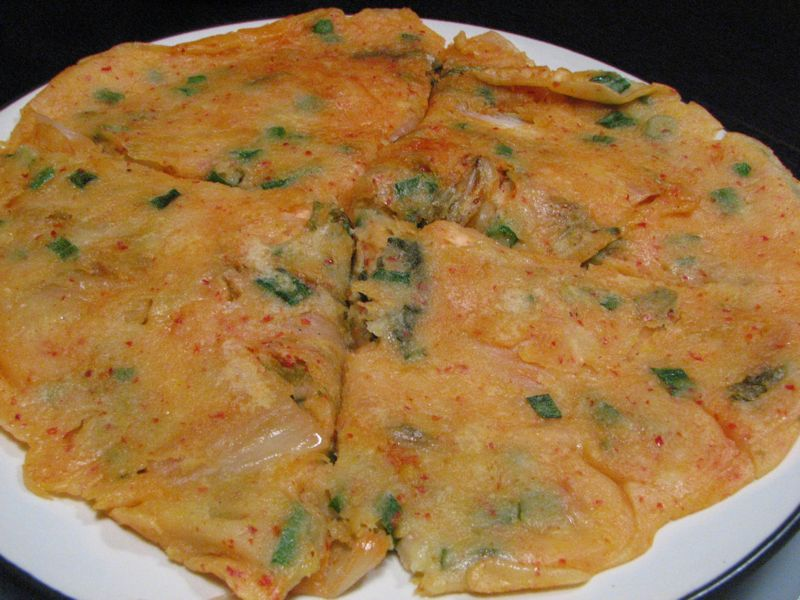
김치부침개의 모습
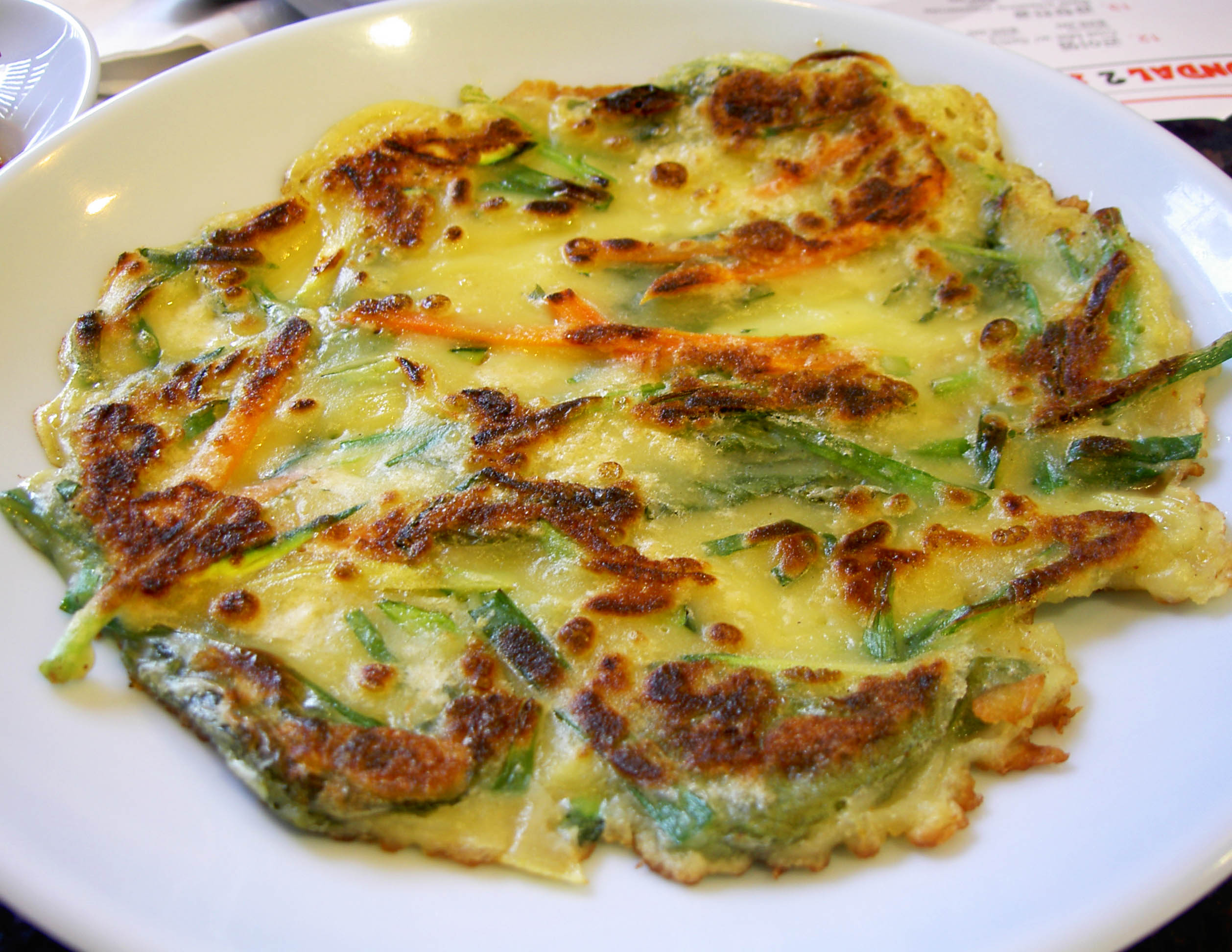
파전의 모습
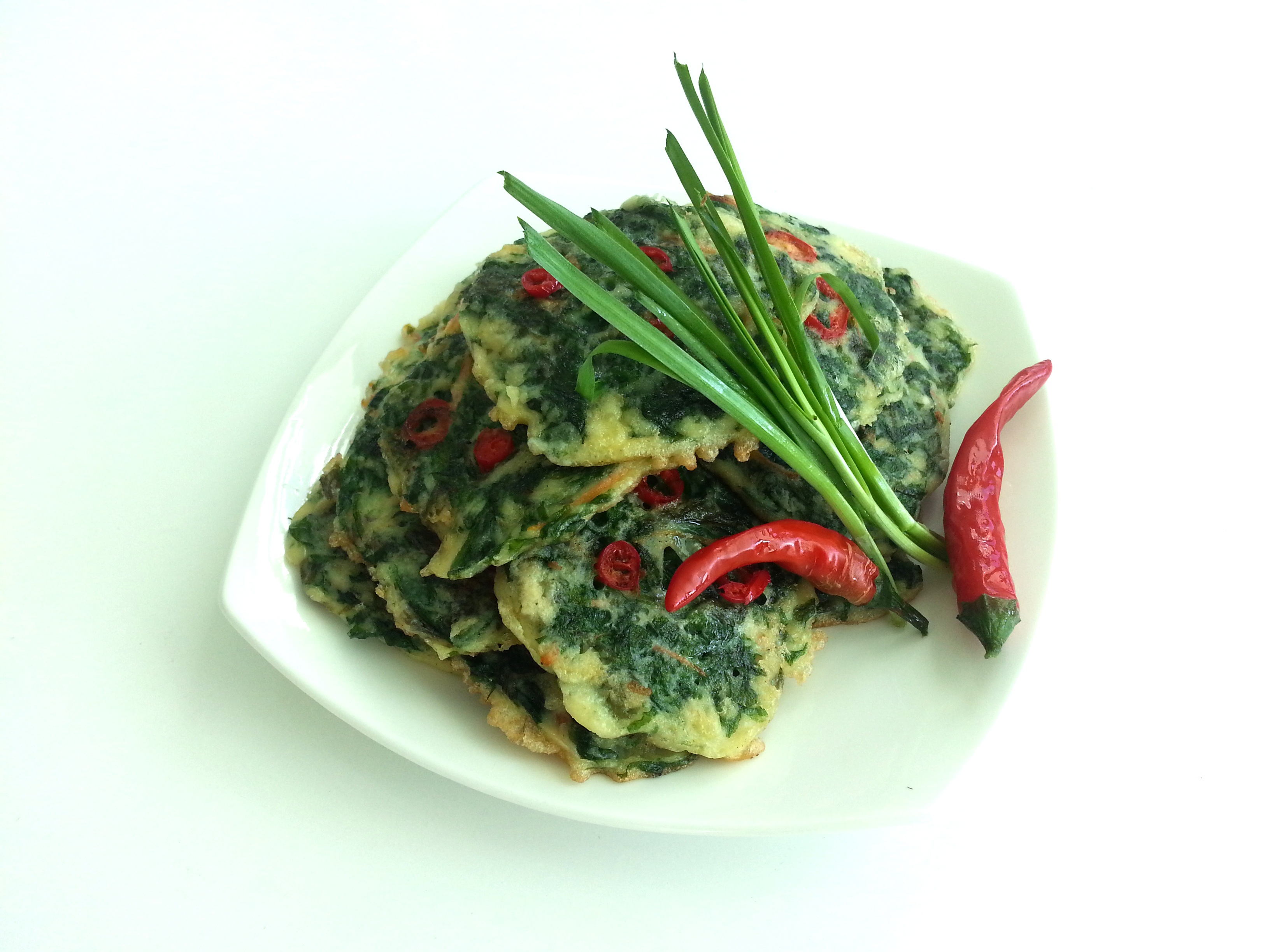
부추전의 모습
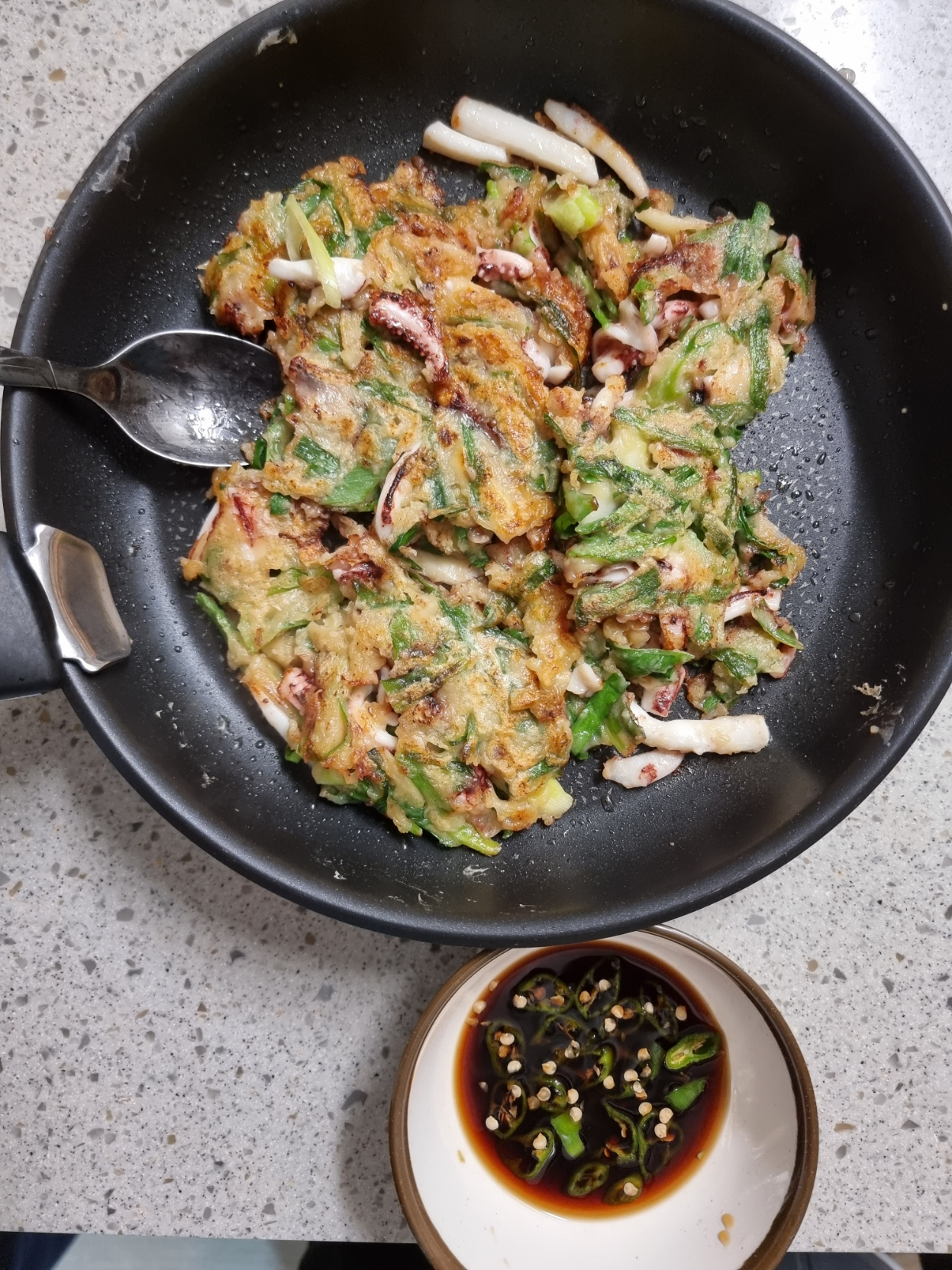
오징어 부침개의 모습
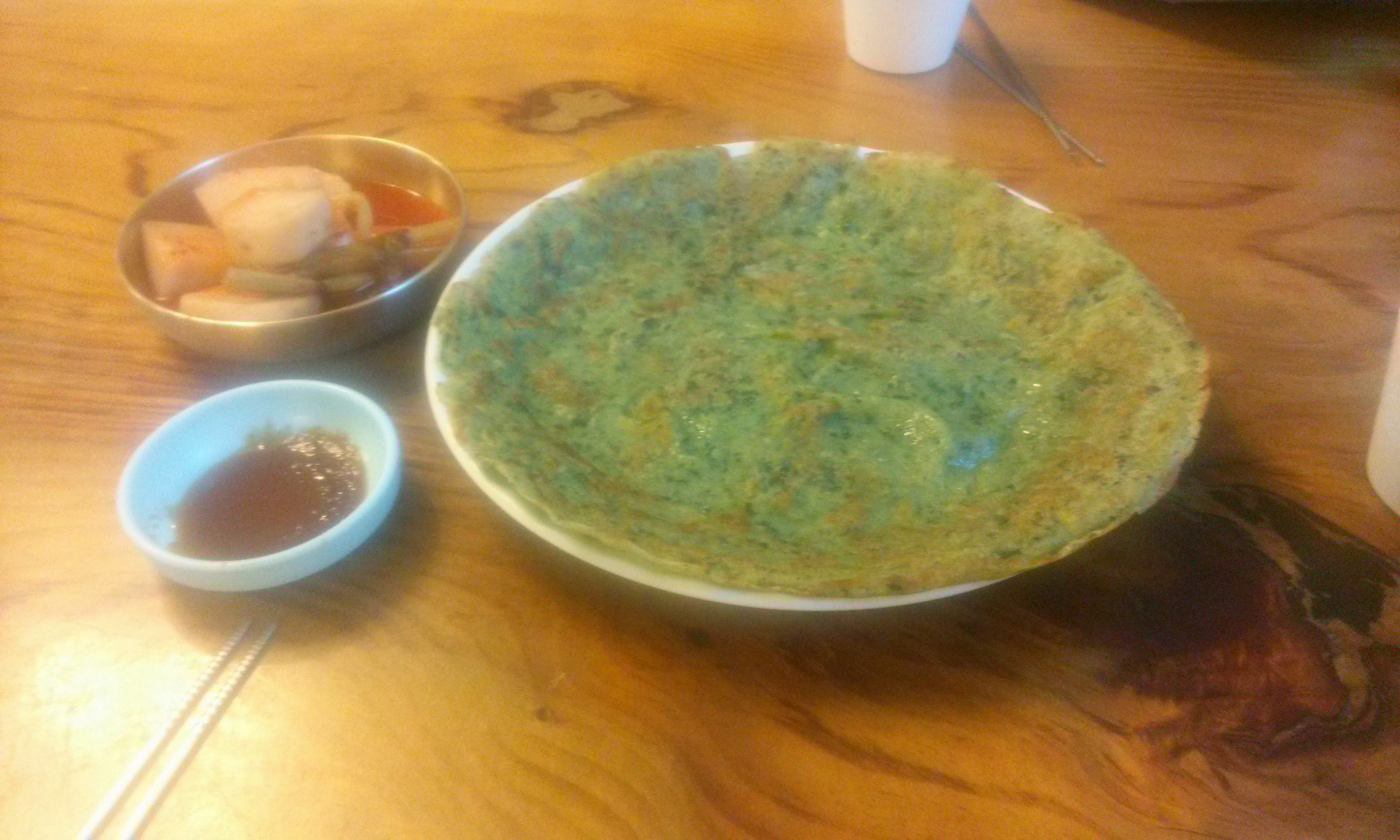
야콘 부침개의 모습

## 같이 보기
- 바인 쌔오
- 오코노미야키